# Пауло Ванчопе
Па́уло Ванчо́пе (ісп. Paulo Wanchope; нар. 31 липня 1976, Ередія) — костариканський футболіст, нападник. По завершенні ігрової кар'єри — тренер.

## Клубна кар'єра
У дорослому футболі дебютував 1994 року виступами за команду клубу «Ередіано», в якій провів два сезони, взявши участь у 12 матчах чемпіонату.
Згодом з 1996 по 2000 рік грав у складі англійських «Дербі Каунті» та «Вест Хем Юнайтед». З останньою командою виборов титул володаря Кубка Інтертото.
Своєю грою привернув увагу представників тренерського штабу клубу «Манчестер Сіті», до складу якого приєднався 2000 року. Відіграв за команду з Манчестера наступні чотири сезони своєї ігрової кар'єри. У складі «Манчестер Сіті» був одним з головних бомбардирів команди, маючи середню результативність на рівні 0,42 голу за гру першості.
Протягом 2004–2007 років захищав кольори клубів «Малага», «Аль-Гарафа», «Ередіано», «Росаріо Сентраль», «Токіо» та «Чикаго Файр».
Завершив професійну ігрову кар'єру у клубі «Ередіано», у складі якого вже виступав раніше. Повернувся до команди 2008 року та зіграв за неї лише в одному офіційному матчі.

## Виступи за збірні
1995 року залучався до складу молодіжної збірної Коста-Рики. На молодіжному рівні зіграв у 3 офіційних матчах.
1996 року дебютував в офіційних матчах у складі національної збірної Коста-Рики. Протягом кар'єри у національній команді, яка тривала 13 років, провів у формі головної команди країни 73 матчі, забивши 45 голів.
У складі збірної був учасником двох чемпіонатів світу — 2002 року в Японії і Південній Кореї, а також 2006 року у Німеччині. Грав у розіграші Кубка Америки 2001 року, що проходив у Колумбії.
Учасник трьох розіграшів Золотого кубка КОНКАКАФ: 1998 року, 2000 року та 2002 року. На останньому змаганні разом з командою здобув «срібло».

## Кар'єра тренера
Розпочав тренерську кар'єру відразу ж по завершенні кар'єри гравця, 2008 року, очоливши тренерський штаб клубу «Ередіано».
Наразі останнім місцем тренерської роботи був клуб «Уругвай де Коронадо», команду якого Пауло Ванчопе очолював як головний тренер до 2011 року.

## Титули і досягнення
Гравець
- Володар Кубка Інтертото (1):

«Вест Хем Юнайтед»: 1999
- Переможець Кубка центральноамериканських націй: 1999
- Срібний призер Золотого кубка КОНКАКАФ: 2002

Тренер
- Переможець Центральноамериканського кубка: 2014